# Papyrus (bande dessinée)
Pour les articles homonymes, voir papyrus.
Papyrus est une série de bande dessinée jeunesse qui se déroule dans l'Égypte antique. 
Créée et animée par Lucien De Gieter, elle est publiée à partir de 1974 dans Spirou sous forme d'épisodes repris en album chez Dupuis. En 2013, De Gieter annonce la fin de la série après le trente-troisième album,.
La série s'inspire à la fois de la mythologie égyptienne et de l'imagination de l'auteur.

## Personnages

### Personnage principaux
- Papyrus : au départ simple pêcheur, il a rapidement évolué en héros, ami de la fille de Pharaon, Théti-Chéri. Il possède un glaive magique (dont la forme s'apparente davantage au khépesh qu'à un glaive), aussi appelé « Talisman », qui lui a été donné par la fille du dieu Sébek ; en échange, il doit protéger la princesse Théti-Chéri de toutes les menaces qui peuvent peser sur elle. Papyrus est un garçon courageux, toujours prêt à aider ses amis par le combat ou la ruse. Il deviendra l'amant de Théti-Chéri dans le tome 28, Les Enfants d'Isis. Ce terme semble toutefois exagéré en raison de l'absence de toutes relations intimes entre les deux personnages. Par ailleurs, dès le premier tome, la princesse avait manifesté son intention que Papyrus devienne "son pharaon".
- La Princesse Théti-Chéri : fille du pharaon Mérenptah, grande prêtresse d'Isis, danseuse sacrée, héritière du trône des Deux Terres (l'Égypte). Doté d'un caractère bien trempé, elle aide souvent Papyrus et le sauve plusieurs fois de situations délicates. Le duo est très lié dès leurs premières aventures, laissant souvent planer un doute sur la vraie nature de leur relation. Théti deviendra l'amante de Papyrus dans le tome 28, Les Enfants d'Isis. bien qu'elle soit secrètement amoureuse de lui dans la série télévisée. Le terme d'amante demeure encore une fois exagéré.

### Personnages réguliers
- Pouin : un nain, d'abord faisant partie d'une bande de brigands, il devient l'un des meilleurs amis de Papyrus. Il est maladroit, et se plonge très souvent malgré lui dans des situations délicates.
- Imouthep : architecte unijambiste de talent, il devient l'architecte royal. C'est l'un des meilleurs amis de Papyrus.
- Apu : c'est un jeune novice, frappé de folie par le dieu Thoth. Fils d'Amenope, l'ancien architecte de Pharaon, c'est un garçon simple d'esprit, mais qui a la capacité de parler directement avec les dieux (dans le dessin animé).
- Mérenptah : Pharaon des Deux Terres, c'est le père de Théti.
- Kamelot : l'âne, fidèle compagnon de Pouin, têtu et malicieux.
- Raouser : Grand-Prêtre d'Horus et allié de Papyrus, il possède une grande sagesse et de puissants pouvoirs. Son rôle est très important dans le dessin-animé.
- Akher : Grand-Prêtre de Seth, il est l'un des principaux antagonistes dans les premières aventures de Papyrus. Il est le principal antagoniste du dessin animé, où il est bien plus présent que dans la bande dessinée. D'abord Grand-Prêtre au palais de Pharaon, il manipule le souverain pour le compte du dieu du chaos. Découvert, il part se réfugier dans sa pyramide d'Ombos pour y fomenter des complots.

### Personnages secondaires
- Tamik : Tamik est un pygmée, fils du chef de tribu dans La Momie engloutie. Papyrus lui a sauvé la vie et en échange Tamik décide de la défendre devant sa tribu.
- Shepti : L'épouse de Pouin.
- Amenopée : Paresseux et gourmand architecte de Pharaon jusqu'à son décès, son Kâ doit trouver le chemin de la vie éternelle en subissant le courroux d'Osiris.
- Phoetus : une petite momie maléfique mais adorable, envoyée par Seth pour se venger de Papyrus et Théti. Il ne fera que les aider à se rendre compte de leur amour.

### Divinités
- Seth : principal dieu antagoniste, il n'a de cesse de tourmenter l'Égypte, ainsi que Papyrus et Théti.
- La Déesse aux Cheveux Resplendissants : fille de Sébek ; elle apparaît tout d'abord sous la forme d'un crocodile. Elle rompt la corde de l'embarcation de Papyrus dans le tome 1, puis reprend sa forme humaine. C'est elle qui donne à Papyrus son glaive magique. Son nom, Nebou, n'est révélé que dans le dessin animé.
- Osiris
- Horus : Il a été emprisonné par Seth dans le dessin animé, permettant ainsi à ce dernier de vouloir détruire l'Égypte. C'est pour cela que Papyrus doit à tout prix libérer Horus et déjouer les plans de Seth et de ses partisans sous peine de ne plus pouvoir s'opposer à ce dernier, pas même avec l'aide des dieux.
- Isis
- Sekhmet
- Sobek
- Anubis
- Thot
- Aton

## Publications

### DansSpirou
1. La Momie engloutie (récit complet 16 pages), Spirou n°1867 janvier 1974
2. Le Voyageur du fantastique (récit complet 12 pages), Spirou n°1878 avril 1974
3. Le Voyageur du fantastique, (récit à suivre) Spirou n°1901-1904 septembre-octobre 1974[3]
4. Le Maître des trois portes, Spirou n°1973-1990 février-juin 1976[4]
5. Le Colosse sans visage, Spirou n°2023-2042 janvier-juin 1977 [5]
6. Le tombeau du Pharaon, Spirou n°2108-2127 septembre 1978-janvier 1979 [6]
7. L’Égyptien blanc, 1980
8. Les Quatre Doigts du Dieu Lune, 1982
9. La Vengeance des Ramsès, 1984
10. La Métamorphose d’Imhotep, 1985
11. Les Larmes du géant, 1986
12. La Pyramide noire, 1987
13. Akhénaton, 1988
14. Il était une fois (deux pages), 1988
15. L’Obélisque, 1989
16. Le Labyrinthe, 1990
17. L’Île au cyclope, 1991
18. L’Enfant hiéroglyphe, 1992
19. Le Seigneur des crocodiles, 1993
20. Le Pharaon assassiné, 1994
21. L’Œil de Ré, 1995
22. Les Momies maléfiques, 1996
23. La Colère du Sphinx, 1997
24. Le Talisman de la pyramide, 1998
25. La Prisonnière de Sekhmet, 1998-1999
26. L’Odyssée de Papyrus, 2000
27. L’Odyssée de Papyrus : la Main pourpre, 2001
28. Le Pharaon fou, 2002
29. Le Masque d'Horus, 2003
30. La Fureur de dieux, 2004
31. Les Enfants d’Isis, 2005-2006
32. Papyrus à l'école (deux pages), 2006
33. L’Île de la reine morte, 2006-2007
34. L’Oracle de Thot, 2008
35. Réveillon au musée (deux pages), 2008
36. L'Or du pharaon, 2009
37. Le Taureau de Montou, 2012
38. Papyrus pharaon, 2015

### Albums
1. La Momie engloutie  (ISBN 2-8001-2721-X),  (ISBN 2-8001-0598-4),  (ISBN 2-8001-2714-7)
2. Le Maître des trois portes  (ISBN 2-8001-0648-4),  (ISBN 2-8001-2722-8)
3. Le Colosse sans visage  (ISBN 2-8001-0697-2),  (ISBN 2-8001-0734-0),  (ISBN 2-8001-2723-6)
4. Le Tombeau de Pharaon  (ISBN 2-8001-0734-0),  (ISBN 2-8001-2724-4),  (ISBN 978-2-8001-2724-8)
5. L'Égyptien blanc  (ISBN 2-8001-0897-5),  (ISBN 2-8001-2725-2),  (ISBN 978-2-8001-2725-5),  (ISBN 2-8001-3194-2)
6. Les Quatre Doigts du Dieu Lune  (ISBN 2-8001-0987-4),  (ISBN 2-8001-2726-0),  (ISBN 978-2-8001-2726-2),  (ISBN 2-8001-2527-6)
7. La Vengeance des Ramsès  (ISBN 2-8001-1070-8),  (ISBN 2-8001-2727-9),  (ISBN 2-8001-3216-7),  (ISBN 2-266-04212-2)
8. La Métamorphose d'Imhotep  (ISBN 2-8001-2728-7) (Prix « Alfred Enfant » du festival d'Angoulême 1986)
9. Les Larmes du géant  (ISBN 2-8001-2729-5)
10. La Pyramide noire  (ISBN 2-8001-2730-9)
11. Le Pharaon maudit  (ISBN 2-8001-1604-8)
12. L'Obélisque  (ISBN 2-8001-2731-7)
13. Le Labyrinthe  (ISBN 2-8001-1767-2)
14. L'Île Cyclope  (ISBN 2-8001-2734-1)
15. L'Enfant hiéroglyphe  (ISBN 2-8001-1927-6),  (ISBN 2-8001-2735-X),  (ISBN 978-2-8001-2735-4)
16. Le Seigneur des crocodiles  (ISBN 2-8001-2736-8)
17. Toutânkhamon le pharaon assassiné  (ISBN 2-8001-2737-6)
18. L'Œil de Rê  (ISBN 2-8001-2194-7)
19. Les Momies maléfiques  (ISBN 2-8001-2739-2)
20. La Colère du grand sphinx  (ISBN 2-8001-2445-8 et 2-8001-2740-6)
21. Le Talisman de la grande pyramide  (ISBN 2-8001-2591-8)
22. La Prisonnière de Sekhmet  (ISBN 2-8001-2765-1)
23. Le Cheval de Troie  (ISBN 2-8001-2940-9)
24. La Main pourpre  (ISBN 2-8001-3095-4)
25. Le Pharaon fou  (ISBN 2-8001-3229-9)
26. Le Masque d'Horus  (ISBN 2-8001-3354-6)
27. La Fureur des Dieux  (ISBN 2-8001-2721-X)
28. Les Enfants d'Isis  (ISBN 2-8001-3652-9)
29. L'Île de la reine morte  (ISBN 978-2-8001-3880-0)
30. L'Oracle  (ISBN 978-2-8001-4037-7)
31. L'Or de Pharaon  (ISBN 978-2-8001-4416-0)
32. Le Taureau de Montou  (ISBN 978-2-8001-4996-7)
33. Papyrus pharaon  (ISBN 978-2-8001-6200-3)

## Produits dérivés

### Série animée
- 1997 : Papyrus

Adaptation de la bande dessinée éponyme en deux saisons. Le dessin animé a été diffusé à partir du mercredi 8 avril 1998 sur TF1.

### Jeux vidéo
Plusieurs jeux vidéo basés sur la série animée sont sortis :
- 2000 Papyrus sur Game Boy Color : jeu de plates-formes/action développé par Planet Interactive et édité par Ubisoft en février 2000[8].
- 2002 : Papyrus : La Malédiction de Seth sur PC[9]
- 2003 : Papyrus : Le Secret de la cité perdue sur PC[10]
- 2007 : Papyrus : La Vengeance d'Aker sur PC[11]

### Romans
Ils sont adaptés en roman par Évelyne Brisou-Pellen.

## Récompense
- 1986 : Prix Jeunesse au festival d'Angoulême pour Papyrus : la métamorphose d'Imhotep[13]